# Polyalthia bromantha
Polyalthia bromantha är en kirimojaväxtart som beskrevs av Ian Mark Turner. Polyalthia bromantha ingår i släktet Polyalthia och familjen kirimojaväxter. Inga underarter finns listade i Catalogue of Life.